# Попов, Павел Васильевич (лесозаготовитель)
Павел Васильевич Попов (1932—2007) — советский новатор в лесозаготовительной промышленности, бригадир лесозаготовительной бригады Комсомольского леспромхоза Всесоюзного объединения «Тюменьлеспром» Министерства лесной, целлюлозно-бумажной и деревообрабатывающей промышленности СССР; единственный в лесной промышленности СССР дважды Герой Социалистического Труда (1973, 1986).

## Биография
Родился 30 августа 1932 года в деревне Дюково Шарьинского района Костромской области. Русский.
В 1944—1951 годах работал лесорубом в родном селе.
В 1951—1955 годах служил в рядах Советской Армии.
В 1955—1962 годах работал разнорабочим, вальщиком леса и бригадиром в Ветлужском леспромхозе Горьковской (ныне Нижегородской) области и Шарьинском леспромхозе Костромской области.
В 1962—1963 годах рабочий Березовского лестрансхоза.
В 1963—1989 годах вальщик леса, тракторист и бригадир укрупненной комплексной бригады Комсомольского леспромхоза. Его бригада в 1968 году первой в СССР перешла на работу в двухсменном, а в 1969 году стала работать в трёхсменном режиме. Одновременно с бригадой Н. А. Каурова бригада П. В. Попова впервые начала рубить лес вахтовым методом укрупнёнными комплексными бригадами.
Член КПСС с 1972 года. Был делегатом XXV съезда КПСС, XV съезда профсоюзов СССР. Избирался депутатом Тюменского областного Совета народных депутатов.
В дальнейшем, возглавляемая П. Поповым бригада лесозаготовителей продолжала работать с высокой результативностью. Так, в период с начала 12-й пятилетки в 1986 году до 26 мая 1988 года бригада заготовила 740 тыс. кубометров древесины.
Жил в городе Ханты-Мансийск Ханты-Мансийского автономного округа Тюменской области.
Скончался 19 июня 2007 года, похоронен на Червишевском-2 кладбище города Тюмени.

## Награды и Звания
- Указом Президиума Верховного Совета СССР от 12 января 1973 года за достижение выдающихся результатов в заготовке древесины и успешное выполнение социалистических обязательств в честь пятидесятилетия образования СССР бригадиру лесозаготовительной бригады Комсомольского леспромхоза Всесоюзного объединения «Тюменьлеспром» Министерства лесной, целлюлозно-бумажной и деревообрабатывающей промышленности СССР Попову Павлу Васильевичу присвоено звание Героя Социалистического Труда с вручением ордена Ленина и золотой медали «Серп и Молот».
- Указом Президиума Верховного Совета СССР от 13 февраля 1986 года за выдающиеся производственные успехи в выполнении плановых заданий и социалистических обязательств по заготовке древесины и проявленный трудовой героизм бригадир лесозаготовительной бригады Комсомольского леспромхоза Всесоюзного объединения «Тюменьлеспром» Министерства лесной, целлюлозно-бумажной и деревообрабатывающей промышленности СССР Попов Павел Васильевич награждён орденом Ленина и второй золотой медалью «Серп и Молот».
- четыре ордена Ленина (1973, 1976, 1979, 1986)
- орден Трудового Красного Знамени (1971)
- орден Дружбы народов
- медали
- Государственная премия СССР (1975) — за выдающиеся достижения в соцсоревновании на основе комплексного совершенствования трудовых процессов, внедрения передовой организации труда
- заслуженный работник лесной промышленности РСФСР (1982).
- Почётный гражданин Советского района (1988) и Ханты-Мансийского автономного округа (1995).[3]

## Память
Бюст Павла Васильевича Попова установлен в деревне Дюково Шарьинского района Костромской области. Его именем названа улица и установлен бюст на ней в городе Югорск Ханты-Мансийского автономного округа Тюменской области. В 2005 году в городе Ханты-Мансийске в его честь был открыт памятный знак «Звезда Югры» на одноимённом мемориале Музея геологии, нефти и газа, посвящённом выдающимся личностям, внёсшим вклад в развитие Ханты-Мансийского автономного округа — Югры.